# Олтенијска митрополија
Митрополија олтенијска (рум. Mitropolia Olteniei) је митрополија Румунске православне цркве која обухвата историјску област Олтенију у Румунији. Седиште митрополије налази се у Крајови где се налази Митрополијска саборна црква Светог великомученика Димитрија.

## Историја
Прва митрополија у Олтенији основана је 1370. године за време војводе Владислава I под називом Северинска митрополија. Олтенијска митрополија први пут је основана 7. новембра 1939. године са седиштем у Крајова, али је укинута 20. априла 1945. године. 24. маја 1947. основана је Крајовска архиепископија са територијалном јурисдикцијом која је обухватала округе Горж, Долж и Мехединци. 1949. године архиепископија је уздигнута у митрополију која од тада постоји непрекидно.

## Митрополити
Олтенијски митрополити били су:
| #  | Слика | Име               | Почетак            | Крај                | Трајање             |
| -- | ----- | ----------------- | ------------------ | ------------------- | ------------------- |
| 1. |       | Нифон Кривеану    | 21. децембар 1939. | 20. април 1945.     | 5 година, 120 дана  |
| 2. |       | Фирмилијан Марин  | 25. март 1949.     | 29. октобар 1972.   | 23 године, 218 дана |
| 3. |       | Теоктист Арапашу  | 28. фебруар 1973.  | 25. септембар 1977. | 4 године, 209 дана  |
| 4. |       | Нестор Ворническу | 23. април 1978.    | 17. мај 2000.       | 22 године, 24 дана  |
| 5. |       | Теофан Саву       | 22. октобар 2000.  | 8. јун 2008.        | 7 година, 230 дана  |
| 6. |       | Иринеу Попа       | 27. јул 2008.      | Тренутно            | 16 година, 330 дана |

## Епархије
Олтенијска митрополија обухвата две архиепископије и две епархије:
| Слика | Назив епархије                    | Румунски назив | Седиште               | Архијереј             |
| ----- | --------------------------------- | -------------- | --------------------- | --------------------- |
|       | Архиепископија крајовска          |                | Крајова               | Иринеу (Попа)         |
|       | Архиепископија рамничка           |                | Рамнику Валча         | Варсануфије (Гођеску) |
|       | Епархија северинска и стрехајска  |                | Дробета Турну Северин | Никодим (Николаеску)  |
|       | Епархија слатинска и романацијска |                | Слатина               | Себастијан (Пашкану)  |